# HMIS Orissa (J200)
Le HMIS Orissa (pennant number J200) est un dragueur de mines de la Classe Bangor lancé pour la Royal Navy (RN) sous le nom de HMS Clydebank, mais transféré à la Royal Indian Navy (RIN) avant sa mise en service et qui a servi pendant la Seconde Guerre mondiale.

## Conception
Le Clydebank est commandé dans le cadre du programme de la classe Bangor de 1939-40 le 24 août 1940 pour le chantier naval de Lobnitz & Company à Renfrew en Écosse. La pose de la quille est effectuée le 15 mai 1941, le Clydebank est lancé le 20 novembre 1941 et est transféré à la Royal Indian Navy et mis en service le 14 mars 1942 sous le nom de Orissa.
La classe Bangor doit initialement être un modèle réduit de dragueur de mines de la classe Halcyon au service de la Royal Navy,. La propulsion de ces navires est assurée par 3 types de motorisation: moteur diesel, moteur à vapeur à pistons double ou triple expansions et turbine à vapeur. Cependant, en raison de la difficulté à se procurer des moteurs diesel, la version diesel a été réalisée en petit nombre.
Les dragueurs de mines de classe Bangor version indienne déplacent 684 tonnes en charge normale. Afin de pouvoir loger les chaufferies, ce navire possède des dimensions plus grandes que les premières versions à moteur diesel avec une longueur totale de 58 mètres LHT, une largeur de 8,69 mètres et un tirant d'eau de 3,2 mètres. Ce navire est propulsé par 2 moteurs alternatifs verticaux à triple expansions alimentés par 2 chaudières à tubes d'eau à 3 tambours Admiralty et entraînant deux arbres d'hélices. Les moteurs développent une puissance de 2 400 chevaux-vapeur (1 790 kW) et atteignent une vitesse maximale de 16 nœuds (30 km/h). Le dragueur de mines peut transporter un maximum de 163 tonnes de fioul qui lui donne un rayon d'action de 2 800 milles nautiques (5 200 kilomètres) à 10 nœuds (19 km/h).
Leur manque de taille donne aux navires de cette classe de faibles capacités de manœuvre en mer, qui seraient même pires que celles des corvettes de la classe Flower. Les versions à moteur diesel sont considérées comme ayant de moins bonnes caractéristiques de maniabilité que les variantes à moteur alternatif à faible vitesse. Leur faible tirant d'eau les rend instables et leurs coques courtes ont tendance à enfourner la proue lorsqu'ils sont utilisés en mer de face.
Les navires de la classe Bangor sont également considérés comme exiguës pour les membres d'équipage, entassant plus de 60 officiers et matelots dans un navire initialement prévu pour un total de 40 hommes.
Les Bangors équipés de moteur à vapeur à pistons double ou triple expansions sont armés d'un canon anti-aérien QF de 12 livres (7,62 cm) et d'un canon AA QF de 2 livres (4 cm) ou d'un quadruple affût pour la mitrailleuse Vickers .50. Sur certains navires, le canon de 2 livres est remplacé par un canon AA Oerlikon de 20 mm simple ou double, tandis que la plupart des navires sont équipés de quatre affûts Oerlikon simples supplémentaires au cours de la guerre. Pour les missions d'escortes, leur équipement de dragage de mines peuvent être échangé contre une quarantaine de grenades sous-marines.

## Histoire

### Seconde Guerre mondiale
Construit initialement pour le compte de la Royal Navy sous le nom de HMS Clydebank , il est transféré à la Royal Indian Navy une fois terminé et mit en service le 14 mars 1942 sous le nom de Orissa.
Le Orissa fait partie de la Eastern Fleet (flotte de l'Est) et a escorté de nombreux convois entre l'Afrique, l'Inde britannique et l'Australie en 1943-45,,.
Le 11 juin 1942, le Orissa sauve 20 membres d'équipage survivants du pétrolier britannique Geo H. Jones qui a été torpillé et coulé par le sous-marin allemand U-455, au Nord-Est des Açores, à la position géographique de 45° 40′ N, 22° 40′ O.
Le 22 février 1944, le Orissa, avec le dragueur de mines australien HMAS Tamworth (J181), sauve l'équipage survivant du pétrolier américain E.G. Seubert qui a été torpillé et coulé par le U-510 à environ 200 milles nautiques à l'Est d'Aden, à la position géographique de 13° 50′ N, 48° 49′ E.
Après la partition des Indes en 1948, il est en service dans la Indian Navy (marine indienne) en tant que INS Orissa (INS pour "Indian Naval Ship").
Il est démoli en 1949.

### Participation auxconvois
Le Orissa a navigué avec les convois suivants au cours de sa carrière:
1. Convoi AB 16
2. Convoi AP 24
3. Convoi AP 36
4. Convoi AP 43
5. Convoi AP 53
6. Convoi AP 60
7. Convoi AP 65
8. Convoi AP 71
9. Convoi AP 73
10. Convoi BM 78
11. Convoi BM 96
12. Convoi OS/KMS 31
13. Convoi OS/KMS 34
14. Convoi SL/KMS 112
15. Convoi ST 30
16. Convoi RK 3C
17. Convoi RK 4A
18. Convoi RK 5A

### Commandement
- Lieutenant (Lt.) David Whyte (RIN) du 14 mars 1942 au 1er décembre 1942
- Lieutenant (Lt.) Albert Vernon Baker (RIN) du 1er décembre 1942 au 29 mars 1943
- T/A/Lieutenant Commander (T/A/Lt.Cdr.) Belford Bruce Simpson (RINR) du 29 mars 1943 au 11 août 1943
- T/Lieutenant (T/Lt.) George Alfred Foster (RINR) du 11 août 1943 au 7 avril 1944
- T/Lieutenant (T/Lt.) Chandhri Shahabuddin Ahmad (RINR) du 7 avril 1944 au 24 septembre 1944
- T/Lieutenant (T/Lt.) George Saldanha (RINR) du 24 septembre 1944 au 25 décembre 1945

Notes:
RIN: Royal Indian Navy
RINR: Royal Indian Naval Reserve